# Transport par Câble
Cet article concerne le téléphérique urbain d'Antananarivo. Pour les téléphériques urbaines de façon générale, voir Transport urbain par câble.
Le Transport par Câble est un téléphérique urbain au sein de la capitale malgache, inauguré en 2024.